# 사이렌

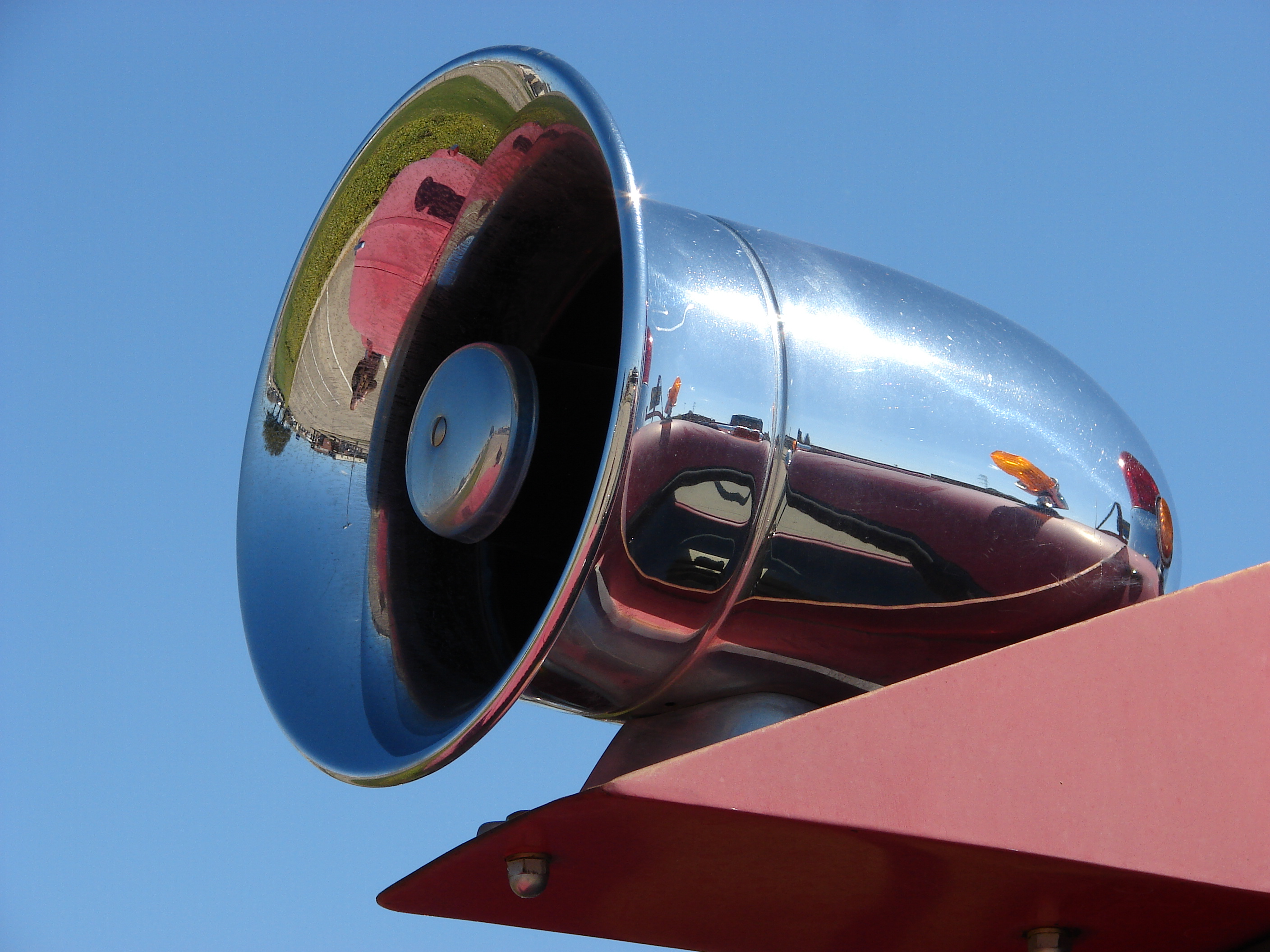
사이렌

사이렌(영어: siren, 문화어: 싸이렌)는 공기 구멍이 뚫린 원판을 빠른 속도로 돌려 공기의 진동으로 소리를 내는 기기이다.

## 역사
1799년경에 스코틀랜드의 자연철학자 존 로빈슨이 최초의 사이렌을 발명하였다. 로빈슨의 사이렌은 악기로 사용되었는데, 오르간 내의 파이프 중 일부를 지원하였다.
한국에서는 일제강점기 당시 소방 경보와 시보를 목적으로 처음 도입되었다. 1924년 3월 경성 남대문 소방서 망루에 처음 설치되어 전국 읍면 단위로 설치됐다. 소방차에는 수동식 사이렌이, 마을 최고도 지점이나 소방대 청사에는 철제탑에 대형 모터사이렌을 설치되었다. 현재까지 남아 있는 가장 오래된 사이렌은 충청남도 보령시 청소면 의용소방대에 남아 있으며, 1925년 6월 일본전기철공 주식회사가 제조한 것이다.
정오 시보의 경우에는 구한말 시기 본래 오포 (午砲)라 하여 대포를 발사해 시간을 알렸으나, 사이렌 보급으로 경성과 평양, 대구 등의 대도시에서 소방 사이렌이 오포를 대체하기 시작하였다. 이는 이상의 소설 《날개》에서도 묘사되는 부분이기도 하다. 8·15 해방 이후 공습경보와 민방위 훈련 발령 경보로도 사용되기 시작하였다.
1970년대 들어 서울에서 경보 단말기가 설치되면서 모터사이렌은 자취를 감췄으나, 90년대까지 일부 읍면에서는 재난 발생과 소방대 소집경보의 목적으로 사용되었다.

## 같이 보기
- 소리
- 사이렌 만화